# Escándalo por vacunatorio VIP en el Ministerio de Salud de Argentina
El escándalo por vacunación irregular en el Ministerio de Salud de Argentina, llamado por parte de la prensa escándalo por "vacunatorio VIP" en el Ministerio de Salud (o simplemente vacunatorio VIP), se refiere al escándalo político referido a la aplicación de vacunas contra la covid-19 en el Ministerio de Salud de Argentina a ciudadanos que, por las limitaciones dispuestas en el protocolo de vacunación, no debían aún recibir dichas vacunas. La ministra de Salud, Carla Vizzotti, ordenó publicar la lista de los vacunados en el Hospital Posadas o bajo indicación del Ministerio de Salud, que sumaron setenta personas, afirmando que la gran mayoría era personal estratégico, negando que funcionara un vacunatorio VIP en el Ministerio e informando que se trató de «una situación muy puntual, excepcional, equivocada y que se han tomado las medidas necesarias».
El primer acto fue denunciado por Beatriz Sarlo, quien denunció que le ofrecieron vacunarse «por debajo de la mesa», y se negó a identificar a las personas que lo hicieron. El 10 de marzo Sarlo modificó su declaración original y se «autocriticó fuertemente, por decir por 'debajo de la mesa'», aclarando que se trató de un ofrecimiento formal, para apoyar una campaña pública a favor de la vacunación, sin que ella supiera los nombres de las otras personalidades que participaban de la campaña, razón por la cual decidió no participar de la campaña, e identificando a la esposa de Axel Kicillof como ideóloga de la frustrada campaña.
El segundo acto fue revelado por el periodista Horacio Verbitsky, quien dijo que fue vacunado en las oficinas del Ministerio de Salud de la Nación, dirigido entonces por Ginés González García. El impacto mediático de la noticia trajo como consecuencia el pedido de renuncia a González García por parte del presidente de la Nación, Alberto Fernández. Fue reemplazado por la entonces secretaria de Acceso a la Salud y viceministra, Carla Vizzotti.
El escándalo se dio en el marco de la escasez de vacunas, de los rumores de vacunación por favoritismo o militancia política y del uso de locales partidarios para que voluntarios inscriban a la población para vacunarse.
Algunos medios de comunicación compararon el hecho con el vacunagate acontecido en Perú. Otros medios lo compararon también con el escándalo en Chile, donde se constató que 37 000 personas, menores de 60 años y sin enfermedades crónicas que no pertenecen a los grupos prioritarios, fueron vacunadas antes de lo establecido en su calendario de vacunación.

## Antecedentes
Previo al escándalo, la vacuna Sputnik V era aplicada a la población considerada esencial o de riesgo, mediante un calendario y protocolo establecidos en la campaña de vacunación contra la COVID-19.
Durante las semanas previas, se dieron a conocer casos de políticos, funcionarios (el presidente, gobernadores, intendentes), «poblaciones estratégicas que definan las jurisdicciones», «figuras públicas se vacunen para apuntalar el plan», militantes políticos y otras personas que no estaban dentro de los supuestos que habilitaban a recibir la vacuna, pero que igualmente la recibieron.
Alejandro Cellillo, Vicepresidente Segundo del Senado bonaerense, manifestó que desaparecieron 400 vacunas y aparecieron en el Hospital de Oncología de Olavarría y refirió que esto se debió a cuestiones ideológicas y no técnicas de salud.
También, algunas personalidades como Beatriz Sarlo habían manifestado que les ofrecieron la vacuna por fuera de los canales formales.

## Hechos
El 18 de febrero de 2021, la prensa comenzó a recibir rumores de un supuesto operativo secreto para conformar un «vacunatorio VIP» en el edificio del Ministerio de Salud de la Nación.
El 19, luego de que comenzaran a darse a conocer versiones sobre el supuesto operativo, el periodista Horacio Verbitsky, uno de los vacunados, decidió comentar el hecho en un programa radial, indicando que fue vacunado en la sede del Ministerio de Salud:

«Llamé a mi viejo amigo Ginés González García, a quien conozco de mucho antes que fuera ministro, y me dijo que tenía que ir al Hospital Posadas [...] cuando estaba por ir recibí un mensaje del secretario de Ginés, que me dijo que iba a venir un equipo de vacunadores del Posadas al Ministerio y que fuera a darme la vacuna».

La difusión de este acontecimiento en los medios hizo que se conocieran otras personas que se habrían vacunado incumpliendo las limitaciones que dictaba el protocolo; entre ellos figuran Jorge Taiana (senador), Eduardo Valdés (diputado), Florencio Aldrey Iglesias (Empresario, dueño del diario La Capital de Mar del Plata y de varios hoteles), Dolores Noya Aldrey (familiar de Aldrey), Lourdes Noya Aldrey (familiar de Aldrey), Dolores Noya Aldrey (familiar de Aldrey), Salomón Schachter (traumatólogo, profesor emérito de la UBA), Seza Manukian (empresario) entre otras figuras importantes.
El diario La Nación aseguró que Ginés González García se reservó 3000 dosis para distribuir entre figuras políticas, a las cuales también accedió su sobrino.
La prensa también dio a conocer que el sindicalista Hugo Moyano, su esposa y su hijo menor habían sido vacunados. Moyano indicó luego que su caso no era el de un "vacunado VIP", sosteniendo que recibió la vacuna (entre las entregadas para el personal sanitario por el gobierno de la Ciudad de Buenos Aires) por ser Presidente de dos obras sociales, y sus familiares por trabajar en un sanatorio perteneciente a su Obra Social.
En las redes sociales, se difundieron algunas noticias falsas sobre supuestas listas de vacunados. Entre los ciudadanos extranjeros vacunados irregularmente, se encontraba la abogada, influencer y activista política María José Gómez, quien presuntamente habría suplantado a su pareja, médica cirujana, para ser inoculada con las dos dosis de Sputnik V. Estos hechos se dieron a conocer en redes sociales, luego de que Gómez misma afirmara en varios trinos haber sido vacunada anticipadamente por intermedio de su pareja.
El 26 de febrero, la nueva ministra Carla Vizzotti firmó una resolución que definía quiénes serían considerados como “personal estratégico” y establecía un sistema para transparentar el proceso de vacunación.

## Lista oficial de vacunados
El 22 de febrero, el gobierno de la Nación comunicó una lista de personas que fueron vacunadas por la estructura del Hospital Posadas a pedido del Ministerio de Salud. La ministra de Salud, Carla Vizzotti, declaró que «la gran mayoría de las personas incluidas en el listado brindado por el Hospital Posadas son personal estratégico [...] Es decir, son relevantes para mantener el funcionamiento del Estado».
| Nombre                                  | Nota |
| --------------------------------------- | --- |
| Alberto Fernández                       | Presidente de la Nación |
| Julio Vitobello                         | Secretario General de la Presidencia de la Nación                                                                                               |
| Juan Pablo Biondi                       | Secretario de Comunicación y Prensa de la Presidencia de la Nación                                                                              |
| Marcelo Martín                          | Subsecretario de Comunicación y Prensa de la Presidencia de la Nación                                                                           |
| Esteban Collazo                         | Director de Fotografía de la Secretaría de Comunicación y Prensa                                                                                |
| Nicolás Ritacco                         | Director general de Audiencias de la Presidencia de la Nación                                                                                   |
| Felipe Solá                             | Ministro de Relaciones Exteriores, Comercio Internacional y Culto                                                                               |
| Jorge Neme                              | Secretario de Relaciones Económicas Internacionales                                                                                             |
| Martín Guzmán                           | Ministro de Economía de la Nación |
| Melina Mallamace                        | Titular del Gabinete de Asesores del Ministerio de Economía                                                                                     |
| Vera Voskanyan                          | Prensa en el Ministerio de Desarrollo Productivo                                                                                                |
| Sergio Chodos                           | Director ejecutivo del Fondo Monetario Internacional (FMI) para Argentina                                                                       |
| Pablo Salinas                           | Asesor del Ministerio de Economía |
| Maia Colodenco                          | Titular de la Unidad de Coordinación y Gestión de Asuntos Internacionales del Ministerio de Economía                                            |
| Daniel Scioli                           | Embajador de Argentina en Brasil |
| Oscar Peppo                             | Embajador de Argentina en Paraguay y exgobernador de la provincia de Chaco                                                                      |
| Carlos Zannini                          | Procurador del Tesoro de la Nación |
| Ginés González García                   | Ministro de Salud (hasta febrero de 2021) |
| Lisandro Amelio Bonelli                 | Exjefe de Gabinete de Ginés González García |
| Judit Díaz Bazán                        | Subsecretaria de Calidad, Regulación y Fiscalización del Ministerio de Salud                                                                    |
| Marcelo Ariel Guille                    | Empleado del Ministerio de Salud |
| Mauricio Alberto Monsalvo               | Subsecretario de Gestión Administrativa del Ministerio de Salud                                                                                 |
| Martín Horacio Sabignoso                | Secretario de Equidad en Salud |
| Arnaldo Medina                          | Secretario de Calidad en Salud |
| Claudio Miguel D'Amico                  | Empleado del Ministerio de Salud |
| José Corchuelo                          | Asesor de Ginés González García, exdiputado nacional y exministro de Salud de Chubut                                                            |
| Héctor Barrionuevo                      | Director nacional de Salud y Adicciones del Ministerio de Salud                                                                                 |
| Patricia Gallardo                       | Directora del Instituto Nacional del Cáncer (INC) del Ministerio de Salud                                                                       |
| Mariano Alberto Fontela                 | Subsecretario de Integración de los Sistemas del Ministerio de Salud                                                                            |
| Andrés Joaquín Leibovich                | Subsecretario de Política, Regulación y Fiscalización del Ministerio de Salud                                                                   |
| Horacio Insúa                           | Secretario privado de Ginés González García |
| Eugenio Daniel Zanarini                 | Superintendente de Servicios de Salud |
| Analía Rearte                           | Directora nacional de Epidemiología e Información Estratégica del Ministerio de Salud                                                           |
| Juan Pablo Saulle                       | Coordinador de Logística en la Secretaría de Acceso del Ministerio de Salud                                                                     |
| Analía Aquino                           | Asesora en la Secretaría de Acceso a la Salud que conducía Carla Vizzotti antes de asumir al frente del Ministerio de Salud                     |
| Alejandro Costa                         | Subsecretario de Estrategias Sanitarias del Ministerio de Salud                                                                                 |
| Juan Castelli                           | Director nacional de Control de Enfermedades Transmisibles del Ministerio de Salud                                                              |
| María de los Ángeles Domínguez          | Empleada del Ministerio de Salud |
| Graciela Miranda                        | |
| Filomena Marta Burgo                    | Esposa de Hugo Curto |
| Páez D'Alessandro                       | No figura su nombre de pila |
| Irene López                             | Se refiere presuntamente a Irene Ibón López |
| Néstor Mandraccio                       | Exempleado de Irene López |
| Gabriel Michi                           | Periodista de C5N |
| Jorge Héctor Devoto                     | Productor y publicista ligado al kirchnerismo                                                                                                   |
| Patricia Alsúa                          | Esposa de Carlos Zannini |
| Lorenzo Antonio Pepe                    | Exdiputado de la Nación por la provincia de Buenos Aires                                                                                        |
| Marcelo Jorge Duhalde                   | Periodista y funcionario de Ginés González García cuando fue Ministro de Salud y Ambiente durante la presidencia de Néstor Kirchner (2003-2007) |
| Hugo Curto                              | Político y exintendente del partido de Tres de Febrero                                                                                          |
| Eduardo Duhalde                         | Expresidente de la Nación |
| Hilda Beatriz González "Chiche Duhalde" | Ex primera dama y exsenadora. Esposa de Eduardo Duhalde                                                                                         |
| Carlos Mao                              | Secretario de Eduardo Duhalde |
| María Eva Duhalde                       | Hija de Eduardo Duhalde |
| Juliana Duhalde                         | Hija de Eduardo Duhalde |
| Carlos Ariel Gilardi                    | Consultor en Adquisiciones del Ministerio de Salud                                                                                              |
| Yael Morichetti                         | Empleada del Ministerio de Salud |
| Carlos Alberto Avella                   | Funcionario del Ministerio de Salud |
| Juan Souto                              | |
| Camilo Martelletti                      | Hijo de María Julieta Martínez, una mujer vinculada a una congregación de Hermanas de San Antonio de Padua                                      |
| Miguel Ángel González                   | |
| Seza Manukian                           | Empresario |
| Horacio Verbitsky                       | Periodista, director de El cohete a la luna |
| Lourdes Aldrey Noya                     | Familiar de Florencio Aldrey |
| Matilde Aldrey Noya                     | Familiar de Florencio Aldrey |
| Dolores Aldrey Noya                     | Familiar de Florencio Aldrey |
| Félix Eulogio Guille                    | Padre de Marcelo Guille |
| Florencio Aldrey                        | Empresario, dueño de La Capital de Mar del Plata y de varios hoteles                                                                            |
| Jorge Enrique Taiana                    | Médico y senador de la Nación por la provincia de Buenos Aires                                                                                  |
| Salomón Schächter                       | Médico traumatólogo, amigo de Ginés González García                                                                                             |
| Eduardo Félix Valdés                    | Diputado de la Nación por la Ciudad Autónoma de Buenos Aires (CABA)                                                                             |

## Consecuencias

### Consecuencias políticas
El periodista Roberto Navarro echó a Horacio Verbitsky de su radio El Destape manifestando que “Es una inmoralidad lo que hizo”. A su vez, el Centro de Estudios Legales y Sociales (CELS), organización de la cual Verbitsky es miembro, también tomó distancia de la situación y en su cuenta de Twitter mostró el rechazo indicando: "Recibimos la noticia de que el presidente de nuestra organización fue vacunado por fuera del sistema establecido, a través de una cadena de favores y a título personal, mientras estábamos intentando, como todo el mundo, conseguir un turno para las personas mayores de nuestras familias". A raíz del escándalo, Verbitsky también solicitó una licencia en el CELS, pedido que fue aprobado por la Comisión Directiva de la organización. Como reemplazo, asumió la presidencia de manera interina la académica y militante de derechos humanos Sofía Tiscornia mientras la organización inicia una transición en sus formas de gobierno.
El Presidente de la Nación quitó al senador Jorge Taiana y al diputado Eduardo Valdés, acusados de haberse vacunado irregularmente, de la comitiva de un viaje oficial que se iba a realizar hacia México.

#### Renuncia de Ginés González García
Una vez hecho público el hecho derivó a que el presidente Alberto Fernández solicitara la renuncia a Ginés González García. González García entregó una carta de renuncia, alegando que hubo un "error involuntario" de su secretaría privada.
Mediante el Decreto 118/2021, se aceptó la renuncia agradeciéndole "al funcionario renunciante los valiosos servicios prestados en el desempeño de su cargo", y mediante el Decreto 119/2021 fue reemplazado por Carla Vizzotti desde el 20 de febrero.

#### Denuncias judiciales e investigación
Tras el escándalo, se presentaron quince denuncias en la Justicia federal contra Ginés González García, Carla Vizzotti, Alberto Fernández, Hugo Moyano, Horacio Verbitsky, Jorge Taiana y Eduardo Valdés, entre otros.
El fiscal federal Guillermo Marijuan denunció a Ginés González García y Horacio Verbitsky por supuesto "abuso de autoridad e incumplimiento de funcionario público", indicando que "resultarían constitutivos del delito previsto en el artículo 248 del Código Penal", y calificando el hecho como "un acto de inusitada gravedad institucional".
La causa recayó en el juzgado de María Eugenia Capuchetti y su investigación está a cargo del fiscal Eduardo Taiano, quien imputó a González García en principio por "abuso de autoridad". Asimismo, Taiano consideró que "se trata de un acto de inusitada gravedad institucional porque no solo se está incumpliendo con los deberes de funcionario público, sino que se está impidiendo que una persona considerada de mayor riesgo y que necesita vacunarse pueda hacerlo".
El 22 de febrero, personal policial y judicial llevó a cabo un allanamiento en la sede del Ministerio de Salud de la Nación, donde se secuestró documentación e imágenes de las cámaras de seguridad para corroborar lo denunciado y verificar si hubo más vacunados.

### Reacción de otros políticos
El dirigente de la UCR Alfredo Cornejo manifestó "el oficialismo acaba de destruir la esperanza de los argentinos". Por su parte, la presidenta del PRO, Patricia Bullrich, afirmó que "en Argentina hay dos clases de personas: los ciudadanos que pagan impuestos y con esos las vacunas, y los amigos del poder, que van al Ministerio y se vacunan".
A su vez en la Cámara de Diputados de la Nación Argentina se presentó «un pedido de interpelación al jefe de Gabinete, Santiago Cafiero, por el escándalo del "vacunatorio VIP"».
Al mismo tiempo, se presentaron pedidos de informes, tanto ante el gobierno nacional como ante el de la Provincia de Buenos Aires, por parte de varios legisladores.

### Descargo de los involucrados
Eduardo Valdés expresó que «Ginés me mandó al Ministerio de Salud a que me vacune», a su vez indicó que «Nos citaron en un vacunatorio, había 4 médicos, nada ilegal. Acá no es posible vacunarse ilegalmente porque todo va por escrito, hay un registro» y que «El domingo a la noche sale la comitiva y me parece que es lo que corresponde para una persona de mi edad».
En una declaración conjunta, Taiana y Valdés sostuvieron que "jamás ejercimos un privilegio" para acceder a la vacuna y que sus casos aplican a la categoría prioritaria de personal estratégico: "toda persona que desarrolle funciones de gestión y/o conducción y funciones estratégicas necesarias para el adecuado funcionamiento del estado", tal cual lo establece el Plan Estratégico para la vacunación contra la Covid-19 en Argentina, comprendido en la Resolución 2883/2020.

### Protestas
El 27 de febrero de 2021 se realizó una protesta frente a la Casa Rosada, convocada por la oposición, y con la presencia de figuras como la presidenta del PRO, Patricia Bullrich, los excandidatos presidenciales José Luis Espert y Luis Rosales, y el entonces candidato a diputado nacional y futuro Presidente de la Nación Javier Milei. Un gran número de personas protestó frente a la Casa Rosada. También hubo protestas en otras zonas del país, entre ellas Bariloche, Córdoba, Neuquén y la Quinta de Olivos. En este último lugar hubo enfrentamientos físicos entre manifestantes opositores y otros con remeras de la CGT.
El 27 de febrero, una semana después de desatado el escándalo, se realizaron protestas en distintos puntos del país, principalmente en la Casa Rosada y la Quinta de Olivos, convocadas por la oposición al gobierno de Fernández. La forma de protestar de un grupo perteneciente al PRO, que instaló bolsas mortuorias con nombres de políticos y referentes sociales como Estela de Carlotto de Abuelas de Plaza de Mayo o el expresidente de la Nación Eduardo Duhalde, en el que los acusaban de que las vacunas que recibieron en la campaña vacunatoria hayan costado la vida de otras personas que no pudieron acceder a las mismas. Dicho accionar fue criticado por sectores oficialistas y de la oposición como algo "siniestro" o "despreciable." Las bolsas mortuorias fueron colocadas por la Juventud del partido Propuesta Republicana (PRO), que según un comunicado era un acto donde "claramente se representan a los argentinos que murieron por el irresponsable manejo de la pandemia" (del gobierno). El expresidente Mauricio Macri, miembro del PRO, apoyó la manifestación.  Por estos hechos denunciaron a la presidenta del PRO, Patricia Bullrich y a los diputados Fernando Iglesias y Waldo Wolff